# Кенігсмор
Кенігсмор (нім. Königsmoor) — громада в Німеччині, розташована в землі Нижня Саксонія. Входить до складу району Гарбург. Складова частина об'єднання громад Тоштедт.
Площа — 10,01 км2. Населення становить 608 ос. (станом на 31 грудня 2021).